# Der Krieg mit den Molchen
Der Krieg mit den Molchen (Originaltitel: Válka s mloky) ist ein satirischer Science-Fiction-Roman des tschechischen Schriftstellers Karel Čapek aus dem Jahr 1936. Der Roman gehört zur UNESCO-Sammlung repräsentativer Werke.

## Inhalt

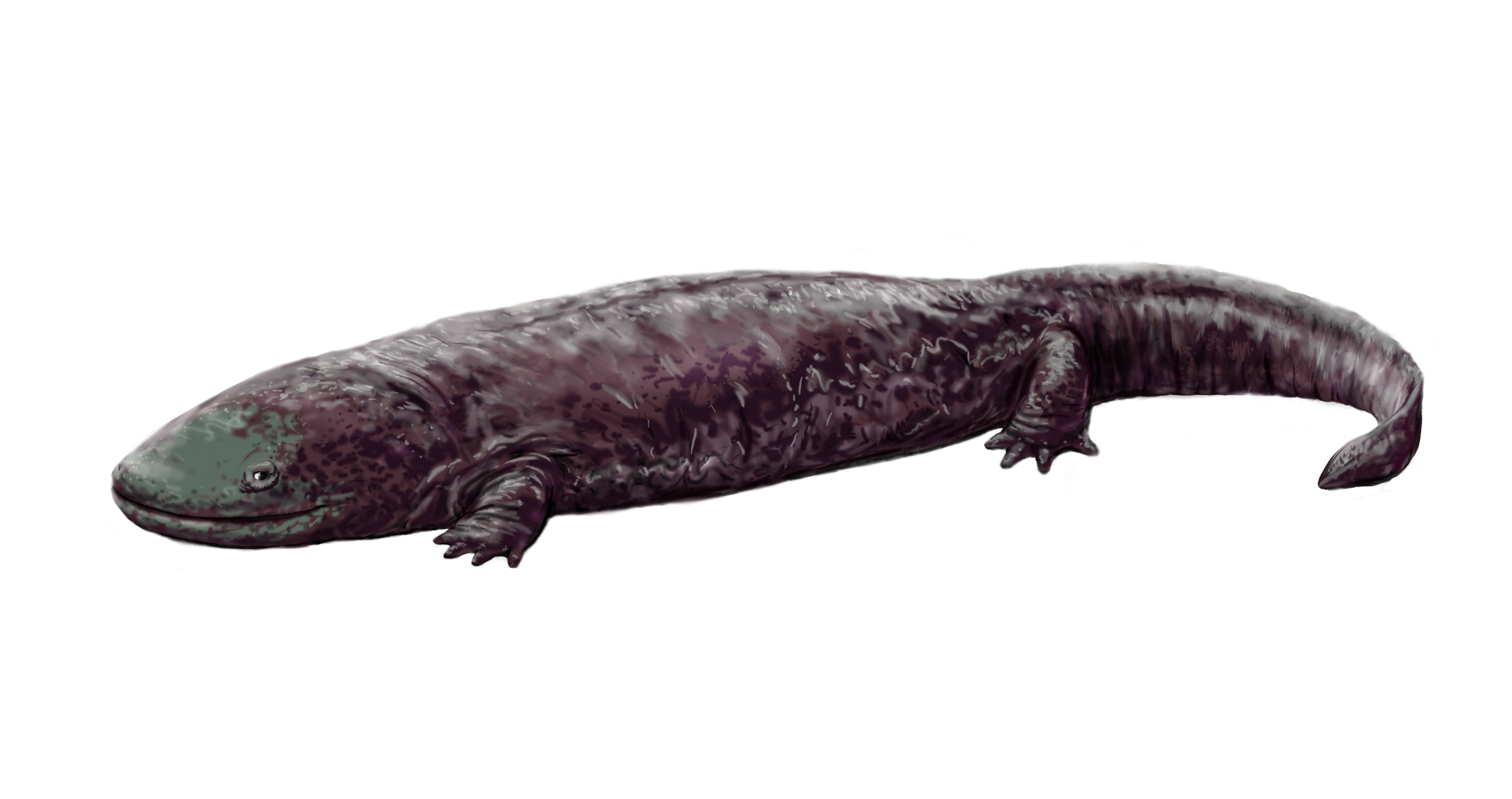
Čapeks Molche sind fiktive Nachfahren des ausgestorbenen Riesensalamanders Andrias scheuchzeri

Zufällig findet die Besatzung eines Kolonialschiffs vor Sumatra eine Gattung bislang unbekannter Molche, die im seichten Wasser vor der Küste leben. Diese scheinen intelligent zu sein, und Kapitän Van Toch beginnt mit den Molchen einen Tauschhandel, indem er ihnen Messer zur Bekämpfung von Haien als Gegenwert für Perlen gibt. Zusammen mit seinem Jugendfreund G. H. Bondy zieht er ein großes Handelsunternehmen auf. Mit Hilfe des Kapitäns besiedeln die Molche weitere Inseln, da sie selbst keine tieferen Gewässer durchqueren können.
Die Molche vermehren sich stark und sind bald global verbreitet. Obwohl sie nach dem Tod des Kapitäns lediglich als billige Arbeitstiere ausgebeutet werden, stellt sich die Frage nach ihrem gesellschaftlichen Status, da ihnen ebenso ein Recht auf Bildung und Entfaltung zugesprochen werden kann wie den Menschen. Durch ein Leben in Gefangenschaft erlernen die Molche die Sprache ihrer Umgebung, so dass sich nationale Differenzen zwischen ihnen ergeben.
Im Zuge ihrer Zivilisierung erkennen die Molche das Abhängigkeitsverhältnis zwischen ihrer Art und der Art der Menschen, mit denen sie durch wirtschaftliche und politische Kooperation verbunden sind. Beide „Völker“ sind nunmehr gezwungen, in einer Symbiose zu leben. Als die Molche beginnen, immer weitere Gebiete des Festlandes abzutragen, um neuen Lebensraum durch Erweiterung der Küsten für sich zu schaffen, kommt es zum Krieg zwischen den Menschen und den Molchen.

## Interpretation

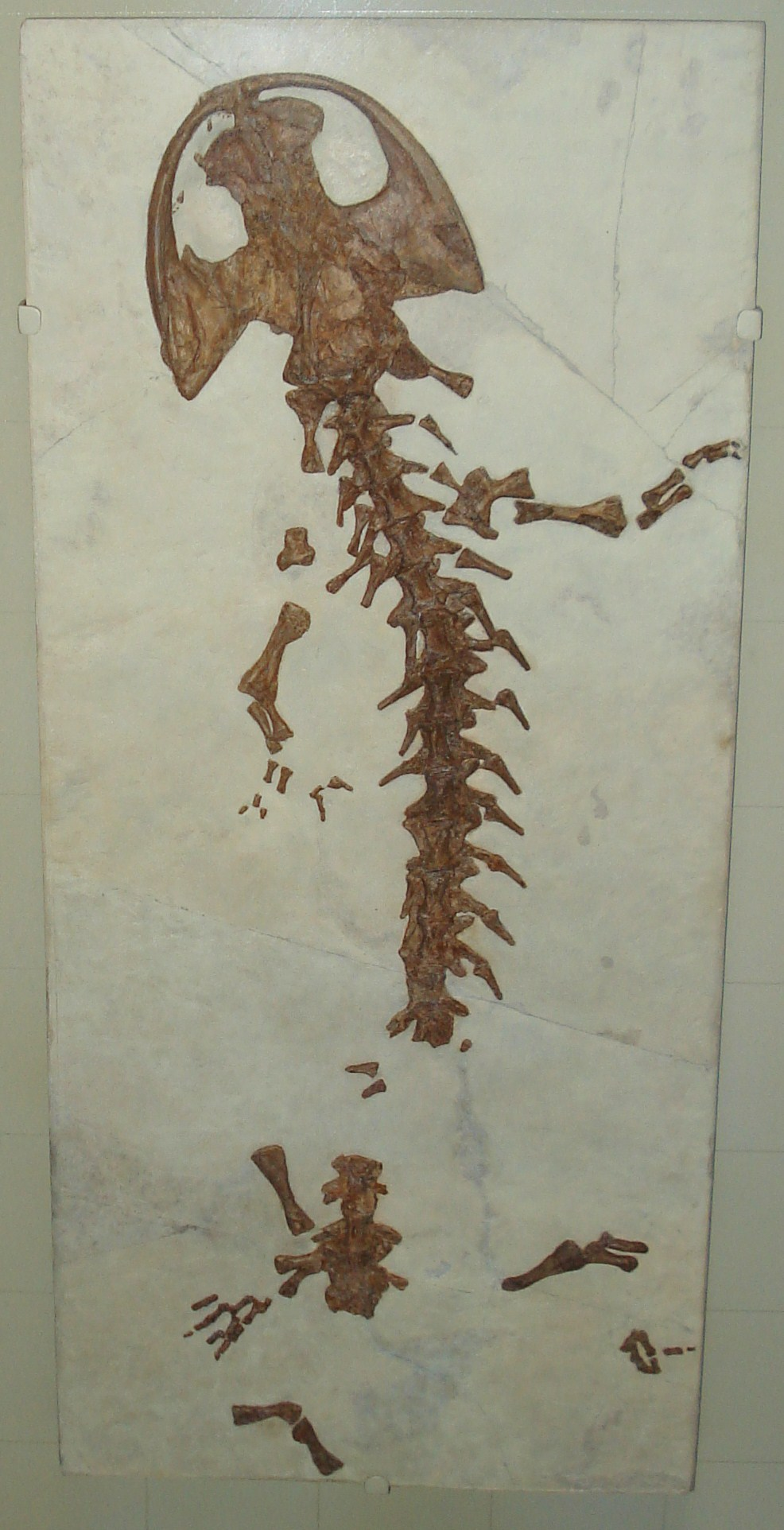
Fossil eines Riesensalamanders (Andrias scheuchzeri)

Čapeks Roman von 1936 bildet in einer Parabel den Zustand der Staatengemeinschaft am Vorabend des Zweiten Weltkriegs ab. Die Molche sind vordergründig die Widersacher der Menschen, sie verhalten sich jedoch genauso, wie es die Menschen seit jeher tun. Aufgrund der wirtschaftlichen Vernetzung zwischen beiden Lebensformen schließt sich eine direkte Konfrontation aus. Die Kritik des Autors zielt vor allem auf die vermeintlichen Sachzwänge einer Nation, sich dem Lauf der Dinge unterwerfen zu müssen. Erst indem sie ein Bewusstsein über sich selbst erlangen, ermöglicht es den Molchen ihre Existenz als Machtfaktor wahrzunehmen, womit sie für die Menschen, die sie zuerst als Arbeitskräfte ausgenutzt haben, zur Bedrohung werden.
Dabei sind es die Menschen selbst, die den Molchen durch Erziehung sowie ihre Rolle als Abnehmer von Waren ein Modell ihrer Gesellschaft geliefert haben, das sie korrumpiert und letztendlich zu berechnenden Geschäftemachern werden lässt. Gemäß dem Diktum Rousseaus sind die Molche von Natur aus friedfertig und kennen keine Heimtücke. Allein die Nähe zur menschlichen Gesellschaft und die damit einhergehende rasante Vermehrung befördert sie auf eine höhere Stufe der Evolution, die auch die Molche zwingt, in den bisher nur menschlichen Machtkampf einzutreten.
Čapeks Satire warnt vor der Hybris der Menschheit, alles zum Zweck der eigenen Bereicherung wahrzunehmen. Gleichzeitig kann man diesen wie auch den früher erschienenen Roman Das Absolutum oder die Gottesfabrik als Utopie darauf lesen, wie die Menschheit an ihrem eigenen Untergang arbeitet, obwohl sie stets die besten Absichten hat.

„Das Thema ist dem von Frankenstein nicht unähnlich: ein Streben  nach Wissen, wie bewundernswert es an sich sein mag, ist destruktiv, wenn es mit Gleichgüligkeit gegenüber den Folgen dieses Wissens einhergeht. Die Molche sind nicht nur die Nazis, sondern die dunkle Seite unseres eigenen Wesens.“

Die Kritik am sich weltweit ausbreitenden Faschismus wird im letzten Kapitel „Der Autor spricht mit sich selbst“ deutlich: Es entwickeln sich zwei „Molchreiche“, in Europa unter dem „Chief Salamander“, in Asien unter dem „King Salamander“. Dieser ist eine deutliche, wenngleich dessen Macht überzeichnende Allegorie auf Tennō Hirohito, jener auf Hitler („Der Chief Salamander ist ein Mensch. Er heißt eigentlich Andreas Schulze und ist während des Krieges [gemeint ist der Erste Weltkrieg] irgendwo Feldwebel gewesen.“). Letztlich gewinnen die Menschen den Krieg mit den Molchen nicht, sondern überleben ihn nur: Die Molche meucheln sich gegenseitig, als ihre Eroberungspläne (wegen Afrika) aufeinanderprallen.

## Geschichte und Rezeption
Im Protektorat Böhmen und Mähren gab der Roman den deutschen Behörden Anlass, Čapeks Werk zu ächten, weil er die nordische Rasse verunglimpft habe. 1940 wurde es in die Jahresliste des schädlichen und unerwünschten Schrifttums aufgenommen. Der Roman beeinflusste den Philosophen Vilém Flusser, der sich in seinen Werken mehrfach – vor allem in Vampyroteuthis infernalis – auf ihn bezieht. Auf dem 8. Internationalen Slawistenkongress 1978 wurde der Roman als eines der wichtigsten literarischen Werke gegen den Nationalsozialismus gewürdigt.

## Ausgaben
Übersetzungen ins Deutsche:
- Der Krieg mit den Molchen. Aus dem Tschechischen von Julius Mader. Passer, Wien 1937.

Diese Übersetzung wurde 1954 vom Aufbau-Verlag in Ost-Berlin übernommen. In Westdeutschland erschien erst 1964 bei Blüchert in Hamburg eine Übersetzung durch Eliška Glaserová. Deren Übersetzung wurde nach dem tschechischen Original durch Mirek Ort gründlich überarbeitet und z. T. neu übersetzt, erschienen 1985 bei Heyne in München, ISBN 3-453-31155-8.
- Der Krieg mit den Molchen. Roman. Aus dem Tschechischen von Eliška Glaserová, illustriert von Hans Ticha, Typografie von Peter Birmele. Aufbau-Verlag, Berlin und Weimar 1987, ISBN 3-351-00041-3.
  - Taschenbuchausgabe (= Aufbau-Taschenbücher. 6109). Aufbau-Taschenbuch, Berlin 2009, ISBN 978-3-7466-6109-4.[8]
  - Lizenzausgabe für die Büchergilde Gutenberg, Frankfurt am Main, Wien und Zürich 2016, ISBN 978-3-7632-6896-2.
  - Der Krieg mit den Molchen,  ; aus dem Tschechischen von Eliška Glaserovà ; mit einem Nachwort von Marko Martin, Coesfeld : Elsinor, 2025, ISBN 978-3-942788-84-7

## Adaptionen (Auswahl)
- Hörspiel: Der Krieg mit den Molchen, (2 Teile) Bearbeitung: Peter Lotar, Regie: Ludwig Cremer, WDR/SWF 1958
- Hörspiel: Der Krieg mit den Molchen, Bearbeitung: Jaroslava Strejckova, Regie: Jiri Horcicka, NDR 1963
- Hörspiel: Der Krieg mit den Molchen, Bearbeitung: Pavel Kohout, Regie: Jaroslav Dudek, WDR 1966
- Hörspiel: Der Krieg mit den Molchen, Bearbeitung: Jaroslava Strejckova, Regie: Jiri Horcicka, Rundfunk der DDR 1981
- Hörspiel: Der Krieg mit den Molchen, Bearbeitung: Helmut Swoboda, Regie: Wolf Euba, BR 1983
- Theaterinszenierung: Der Krieg mit den Molchen nach Karel Čapek, in einer Bearbeitung von Soeren Voima, Regie: Clara Weyde, Schaubühne Berlin, 2022[9][10]
- Radio-Lesung: Der Krieg mit den Molchen mit Ilja Richter und Götz Schulte, Regie: Fabian Kühlein, MDR KULTUR 2022